# 夏侯道遷
夏侯 道遷（かこう どうせん、生没年不詳）は、中国の南北朝時代の軍人。本貫は譙郡譙県。

## 経歴
若くして志操堅固であった。17歳のとき、父母は道遷を韋氏と結婚させようとした。道遷は「四方を巡歴する志を持ちたいので、妻をめとりたいとは願っていない」といったが、家人はみな戲言だと思っていた。道遷は結婚の日になって、行方をくらました。後にこのときのことを訊ねられると、益州に逃げ込んでいたと告白した。道遷は南朝斉に仕えて、軍功により前軍将軍・輔国将軍に転じた。裴叔業に従って寿春に赴任し、南譙郡太守をつとめた。道遷は裴叔業と馬が合わず、単騎で北魏に帰順した。道遷は驍騎将軍の号を受け、王粛に従って再び寿春に赴き、合肥を守るよう命じられた。景明2年（501年）、王粛が死去すると、道遷は合肥を棄てて再び斉に亡命した。
荘丘黒が征虜将軍・梁秦二州刺史となり、南鄭に駐屯すると、道遷はその下で梁州長史となり、漢中郡太守を兼ねた。天監3年（504年）、荘丘黒が死去し、梁の武帝は王珍国を梁州刺史に任じた。王珍国が着任する前に、道遷はひそかに北魏への帰順を図った。先だって仇池鎮将の楊霊珍が北魏から離反し、戦い敗れて南に逃れた。武帝は楊霊珍を仮の武都王とし、漢中の駐屯を助けさせようとした。道遷がこれを忌避すると、武帝は側近の呉公之ら十数人を使者として南鄭に派遣した。道遷は使者と合流すると偽って、楊霊珍父子をおびきだそうとしたが、楊霊珍は疑って赴かなかった。そこで道遷は使者5人を殺し、楊霊珍を襲撃してその父子を斬り、あわせて使者5人の首級を洛陽に送った。
江悦之らの推薦により道遷は北魏の持節・冠軍将軍・梁秦二州刺史となった。さらに宣武帝により持節・散騎常侍・平南将軍・豫州刺史に任じられ、豊県開国侯に封じられた。道遷は南鄭から洛陽に来朝し、太極東堂で宣武帝の引見を受けると、まもなく濮陽県開国侯に改封された。1年あまりして、刺史の任を解くようたびたび上表して、これを許された。南兗州大中正に任じられたが、受けなかった。
後に道遷は散騎常侍・平西将軍・華州刺史として出向した。さらに散騎常侍のまま安東将軍・瀛州刺史に転じた。その統治は清廉で厳正であり、盗賊の禁圧に成果を上げた。熙平年間、病のため死去した。享年は69。撫軍将軍・雍州刺史の位を追贈された。諡は明侯といった。

## 子女
夏侯道遷は正室をめとらず、庶子が数人あるのみであった。
- 夏侯夬
- 夏侯眘

## 伝記資料
- 『魏書』巻71 列伝第59
- 『北史』巻45 列伝第33